# Letana gracilis
Letana gracilis är en insektsart som beskrevs av Sigfrid Ingrisch 1990. Letana gracilis ingår i släktet Letana och familjen vårtbitare. Inga underarter finns listade i Catalogue of Life.